# 후세인 이븐 만수르 이븐 바이카라
술탄 후세인 이븐 만수르 이븐 바이카라(페르시아어: سلطان حسین بن منصور بن بایقرا Sulṭān Ḥusayn b. Manṣūr b. Bāyqarā, 우즈베크어: Sulton Husayn ibn Mansur ibn Boyqaro; 1438년 6월 또는 1438년 7월 ~ 1506년 5월 4일)는 호라산을 지배한 최후의 티무르 왕조 군주(재위: 1469년3월 24일 ~ 1470년7월 8일, 재위: 1470년8월 21일 ~ 1506년5월 4일)이다. 술탄 후세인은 정치인으로서 경력도 성공적이었지만, 시인으로도 인정받았다. 또한 자신의 왕국에서 활발한 문화 후원으로도 유명하다.

## 이름
후세인 바이카라의 본명인 술탄 후세인(페르시아어: سلطان حسین Sulṭān Ḥusayn)은 외할아버지의 이름에서 따온 것이다. 또한 후세인 바이카라는 항상 친할아버지의 이름인 바이카라(페르시아어: بایقرا Bāyqarā)를 함께 사용했다. 따라서 경칭까지 포함하여, 후세인 바이카라가 사용한 정확한 이름은 무이즈 알딘 아불가지 술탄 후세이니 바이카라 미르자(페르시아어:  معز الدين ابوالغازی سلطان حسین بایقرا Muʿizz al-Dīn Abū l-Ghāzī Sulṭān Ḥusayn-i Bāyqarā Mīrzā, 우즈베크어: Abulgʻoziy Muiziddin Sulton Husayn-i Boyqaro)이다.

## 생애
만수르는 후세인 바이카라가 7 - 8세 무렵에 죽었다. 1452년부터 후세인은 헤라트의 지배자인 바부르 이븐 바이순쿠르를 섬겼다. 1457년에 바부르가 죽자 사마르칸드를 지배하던 아부 사이드가 호라산을 침공했고, 이후 후세인은 잠시나마 용병의 삶을 살았다. 얼마후 그는 스스로를 위해 싸우리라 결심을 하고 흑양조가 지배하던 고르간을 탈취했다. 그 뒤에는 마잔다란 주를 점령했다. 이때만 해도 후세인은 아부 사이드에게 복종했으나, 1460년에 트란스옥시아나에서 반란이 일어나자 태도를 바꿨다. 후세인은 1459년에 아부 사이드가 점령한 헤라트를 공격했으나, 패배했다. 후세인은 호라즘으로 도망쳤다. 이때 그는 호라산을 약탈하는 것으로 생계를 유지했다. 1464년부터 시작된 이 작업을 후세인은 성실하게 수행한 것 같다. 그는 아부 사이드에게 공격받을까 두려워 우즈베크족과 친교를 맺었다.
1469년 2월, 백양조가 아부 사이드를 죽이자 그의 제국은 붕괴했다. 그의 아들인 술탄 마흐무드는 헤라트를 점령하기 위해 출병했고, 3월 16일에 도시에 입성했다. 하지만 그는 도시의 지배를 유지할 방도를 찾지 못 해 도시를 떠났다. 후세인이 그의 뒤를 이어 헤라트를 손에 넣었다. 술탄 마흐무드의 형제 술탄 아흐마드가 헤라트를 점령하기 위해 사마르칸드에서 출병했지만, 원정 도중에 마흐무드를 만난 뒤에 철군했다. 이때 백양조의 우준 하산이 야드가르 무함마드를 호라산으로 보냈다. 1469년 9월 15일, 친나란에서 후세인은 야드가르에게 패배를 안겨줬다. 하지만 곧 우준 하산이 야드가르에게 지원군을 보냈다. 우준 하산은 후세인에게 흑양조 출신 고관들을 넘길 것을 요구했고, 후세인은 이를 거부했다. 야드가르가 백양조 군대를 이용해 호라산을 휩쓸었고, 후세인의 병사들은 이에 겁을 먹고 후세인을 버렸다. 결국 후세인은 헤라트에서 도망쳤고, 1470년 6월 7일, 야드가르의 군대는 헤라트에 입성했다. 하지만 6주 후에 후세인은 도시를 점령했고, 새로 징집한 병사들로 호라산으로 치고 들어오는 아부 사이드의 아들들에게 패배를 안겨줬다. 후세인은 야드가르를 사로잡았고, 곧 처형했다.
이제서야 후세인의 제국은 안전해졌다. 백양조도 더 이상 그에게 적대적 태도를 취하지 않았고, 사마르칸드의 티무르 제국도 내분으로 너무 약해져 그의 영역으로 확장할 엄두도 내지 못 했다. 백양조와 그의 영토 사이의 국경은 카스피해의 남쪽 끝에서 시작해 루트 사막 북쪽을 거쳐 하문 호에서 끝이났다. 사마르칸드의 정부와의 국경은 아무다리야강이었다. 그는 양쪽 국경 모두를 존중하는 편이었다. 트란스옥시아나의 혼란에도 불구하고, 그는 북방으로 나아가려 하지 않았다. 아마 트란스옥시아나를 위협하는 우즈베크족 때문이었을 것이다. 그는 굳이 그 위험한 부족과 국경을 접할만큼 바보는 아니었다.
후세인은 여러 반란들을 진압해야 했다. 1490년에는 후세인의 아들 이브라힘 후세인의 근위대의 형제인 다르비쉬 알리가 당시 히사르를 다스리던 술탄 마흐무드와 공모해 그에게 반항했다. 마흐무드는 이브라힘이 거주하던 발흐로 진군했고, 후세인은 그를 격퇴하기 위해 군대를 동원했다. 몇 년 후 후세인은 그의 장자 바디 알자만에게 아스타라바드에서 발흐로 이동할 것을 명령했는데, 바디는 이에 반란을 일으켰다. 그 뒤에는 바디 알자만의 아들 무함마드 무민 역시 아스타라바드의 통치를 거부했다. 후세인은 두 사람의 반란을 진압했으나 손자 무함마드는 처형당했고 바디는 용서받았다. 하지만 바디는 은혜를 원수로 갚았다. 1499년, 바디는 헤라트를 포위했다.
1501년 우즈베크족이 트란스옥시아나를 바부르에게서 빼앗았다. 무함마드 샤이바니 휘하의 우즈베크인들은 이제 호라산을 위협하기 시작했다. 노쇠한 후세인은 바부르의 조언에도 불구하고 조치를 취하지 않았다. 상황이 이렇게 되자 우즈베크족은 호라산을 마음껏 약탈했다. 이제서야 후세인은 마음을 고쳐먹고 출정을 결심했으나, 행동으로 옮기기 직전에 죽었다 (1506년). 그의 제국의 계승을 두고 그의 아들 바디와 무자파르 후세인은 싸우기 시작했다. 당시 후세인의 도움으로 원정을 시작했던 바부르는 두 형제의 싸움에 호라산을 지키는 것은 불가능하다는 결론을 내리고 퇴각했다. 그 이듬 해, 후세인의 후계자들은 도망쳤고 무함마드 샤이바니는 헤라트에 입성했다. 호라산에 대한 티무르 가문의 지배는 이렇게 끝이났다.

## 참고 서적
- Peter Jackson, 『The Cambridge History of Iran, Volume Six: The Timurid and Safavid Periods』, 1986, ISBN 0-521-20094-6
- Yuri Bregel, 『An Historical Atlas of Central Asia』, Brill Academic Publishers, 2003, ISBN 978-90-04-12321-2

| 전임 아부 사이드 야드가르 무함마드 | 티무르 왕조, 헤라트의 지배자 1469년 - 1470년 - 1506년 | 후임 야드가르 무함마드 바디 알자만 |